# Heroina isonycterina
Genre
Espèce
Statut de conservation UICN

 LC  : Préoccupation mineure
Heroina isonycterina est une espèce de poissons téléostéens de la famille des Cichlidae. C'est la seule espèce contenue dans le genre Heroina (monotypique).
C'est un poisson tropical d'eau douce, d'environ 10 cm de long à l'âge adulte, qui vit dans certaines grandes rivières d'Amérique du Sud.